# Heteroreceptor
Heteroreceptor je receptor regulující syntézu a/nebo uvolňování mediátorů z jiných buněk.
Heteroreceptoy reagují na neurotransmitery, neuromodulátory, nebo neurální hormony uvolňované  z přilehlých neuronů nebo buněk; jsou opakem autoreceptorů, které jsou citlivé pouze na neurotransmitery nebo hormony uvolňovány buňkou,  jejíž membránou jsou sami oučástí

## Příklady
- Norepinefrin může mít vliv na uvolňování acetylcholinu z parasympatických neuronů působením na α2 adrenergní (α2A, α2B, a α2C) heteroreceptor\.[3]
- Acetylcholin může ovlivňovat uvolňování norepineripou ze sympatických neuronů působením na muskarin-2 a muskarin-4 heteroreceptory.
- CB1 negativně moduluje uvolňování GABA[4][5] a glutamátu,[6] , a tím hraje zásadní roli v udržování homeostázy mezi excitačním a inhibičním přechodem.
- Glutamát uvolňovaný z excitačního neuronu uniká ze synaptické štěrbiny a přednostně ovlivňuje  mGluR III receptory na presynaptických terminálech interneuronů. Tok glutamátu  vede k inhibici uvolňování  GABA  a tím , moduje Gabaergní přenos.[7][8]